# Paulina Szostak
Paulina Szostak (ur. 13 marca 1991 w Warszawie) – polska aktorka filmowa i serialowa.

## Życiorys
W 2015 roku ukończyła studia na Wydziale Aktorskim Akademii Teatralnej im. Aleksandra Zelwerowicza w Warszawie Od 2014 roku jest aktorką w Teatrze Narodowym w Warszawie.

## Filmografia
| Rok       | Tytuł                 | Rola                | Uwagi                |
| --------- | --------------------- | ------------------- | -------------------- |
| 2013      | Matka                 | dziewczyna          | etiuda szkolna       |
| 2015      | Poli                  | Pola                | etiuda szkolna       |
| 2016      | Semper fidelis        | dziewczyna          | film krótkometrażowy |
| 2016–2017 | Belfer                | Ewelina Rozłucka    |                      |
| 2017      | Belle Epoque          | Faustyna Hartman    | odc. 7               |
| 2019      | Myślisz czasem o niej | Miśka               | etiuda szkolna       |
| 2019      | Kurort                |                     | film krótkometrażowy |
| 2020      | Asymetria             | Weronika Wójcik     |                      |
| 2020      | Balladyna             | Alina               | akt.I-II scena 1     |
| 2021      | Usta usta             | pisarka Róża Wagner |                      |